# La Daguenière
La Daguenière è un ex comune francese di 1 321 abitanti situato nel dipartimento del Maine e Loira nella regione dei Paesi della Loira. Dal 1º gennaio 2016 è stato fuso con i comuni di Andard, Bauné, La Bohalle, Brain-sur-l'Authion, e Saint-Mathurin-sur-Loire per formare il nuovo comune di Loire-Authion.

## Società

### Evoluzione demografica
Abitanti censiti